# Always love
「always love」（オールウェイズ・ラブ）は、MAXの19作目のシングル。2001年2月15日発売。発売元はavex trax。

## 解説
- 2001年第1弾シングル。
- ハウスに初挑戦。リズムの勢いを保ちつつもハウスのグルーヴ感を出すのに苦労したという。
- 5、6曲あった候補曲の内から選ばれた。他の曲は個性が強く、この楽曲が最もシンプルだったことが決め手に。なお、他の候補曲の何曲かは4thアルバム『EMOTIONAL HISTORY』に収録されているそう。
- 楽曲に伴い、ダンスも今までにない激しさで相当の苦労を強いられたという。なお、間奏のそれぞれのソロ・ダンスもシングルでは初の試み。
- 盤収録の全楽曲の作曲、編曲をT2yaが担当（カップリング曲では作詞も担当）。
- 発売当初、ネット上等でSMAPの「夜空ノムコウ」とサビのメロディーが似ているとの指摘の声があったが、作曲者のT2ya氏は「Boyz II Menの『A Song for Mama』にインスパイアされてこの楽曲を書いたのであり得ない。」と反論した。
- 川村ゆみが収録曲全曲にわたりコーラスで参加。

## 収録曲
1. always love
作詞：森浩美 / 作曲・編曲：T2ya
2. Just wanna lovin' you
作詞・作曲・編曲：T2ya
3. always love (Instrumental)
4. Just wanna lovin' you (Instrumental)

## タイアップ
- 日本テレビ系「SPORTS MAX」エンディングテーマ

## 収録アルバム
always love
- EMOTIONAL HISTORY (#2、#14, Groove That Soul Mix（初回盤のみ）)
- PRECIOUS COLLECTION 1995-2002 (Disc-2 #7)
- MAXIMUM PERFECT BEST (Disc-1 #9)
- MAXIMUM TRANCE (#10, Birth congratulation mix)